# Občina Gornja Radgona
Občina Gornja Radgona (slovinsky Občina Gornja Radgona) je jednou z 212 občin ve Slovinsku. Nachází se na severovýchodě státu v Pomurském regionu na území historického Dolního Štýrska. Občinu tvoří 30 sídel, její rozloha je 74,6 km² a k 1. lednu 2017 zde žilo 8 447 obyvatel. Správním střediskem občiny je město Gornja Radgona.

## Členění občiny
Občina se dělí na sídla:
- Aženski Vrh
- Črešnjevci
- Gornja Radgona
- Gornji Ivanjci
- Hercegovščak
- Ivanjski Vrh
- Ivanjševci ob Ščavnici
- Ivanjševski Vrh
- Kunova
- Lastomerci
- Lokavci
- Lomanoše
- Mele
- Negova
- Norički Vrh
- Očeslavci
- Orehovci
- Orehovski Vrh
- Plitvički Vrh
- Podgrad
- Police
- Ptujska cesta
- Radvenci
- Rodmošci
- Spodnja Ščavnica
- Spodnji Ivanjci
- Stavešinci
- Stavešinski Vrh
- Zagajski Vrh
- Zbigovci